# Терентьевское сельское поселение
Тере́нтьевское сельское поселение — упразднённое муниципальное образование в Прокопьевском районе Кемеровской области. Административный центр — село Терентьевское.

## История
Терентьевское сельское поселение образовано 17 декабря 2004 года в соответствии с Законом Кемеровской области № 104-ОЗ.

## Население
| 2010  | 2011  | 2012  | 2013  | 2014  | 2015  | 2016  |
| ----- | ----- | ----- | ----- | ----- | ----- | ----- |
| 5011  | ↘4997 | ↗5016 | ↗5055 | ↗5124 | ↘5112 | ↗5204 |
| 2017  | 2018  | 2019  |       |       |       |       |
| ↗5312 | ↗5313 | ↗5337 |       |       |       |       |

## Состав сельского поселения
| № | Населённый пункт | Тип населённого пункта       | Население |
| - | ---------------- | ---------------------------- | --------- |
| 1 | Кольчегиз        | посёлок                      | 446       |
| 2 | Серп и Молот     | посёлок                      | 65        |
| 3 | Терентьевская    | посёлок при станции          | 964       |
| 4 | Терентьевское    | село, административный центр | 2845      |
| 5 | Тихоновка        | посёлок                      | 269       |
| 6 | Ускатский        | посёлок                      | 124       |
| 7 | Чапаевский       | посёлок                      | 209       |